# Allegra Versace
Allegra Versace, född 30 juni 1986 i Milano, är dotter till den italienska modeskaparen Donatella Versace.
Hon ärvde 50 procent av företaget Versaces aktier efter att hennes morbror Gianni Versace mördades 1997, och fick när hon fyllde 18 år kontroll över detta ägande.
Allegra led under lång tid av anorexia.
Hon deltog i sitt först styrelsemöte för Versace 2011.
År 2018 såldes Versace till Michael Kors. Allegra Versace är sedan försäljningen aktieägare i Capri Holdings, tidigare Michael Kors Holdings, som i och med försäljningen blev moderbolag till Versace.